# Predella di Quarate

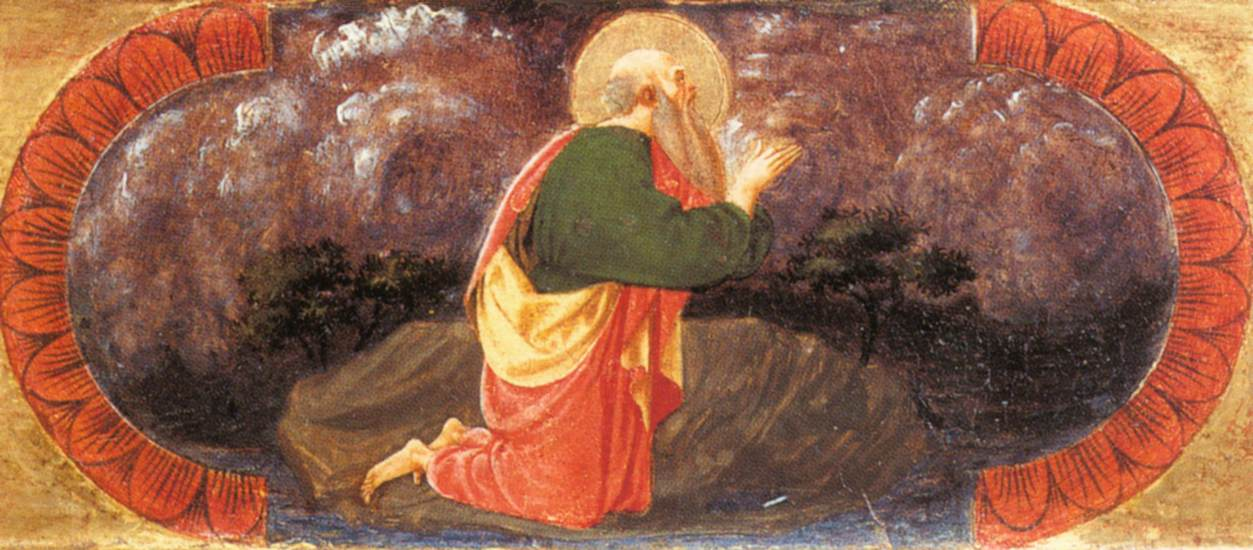
San Giovanni a Patmos

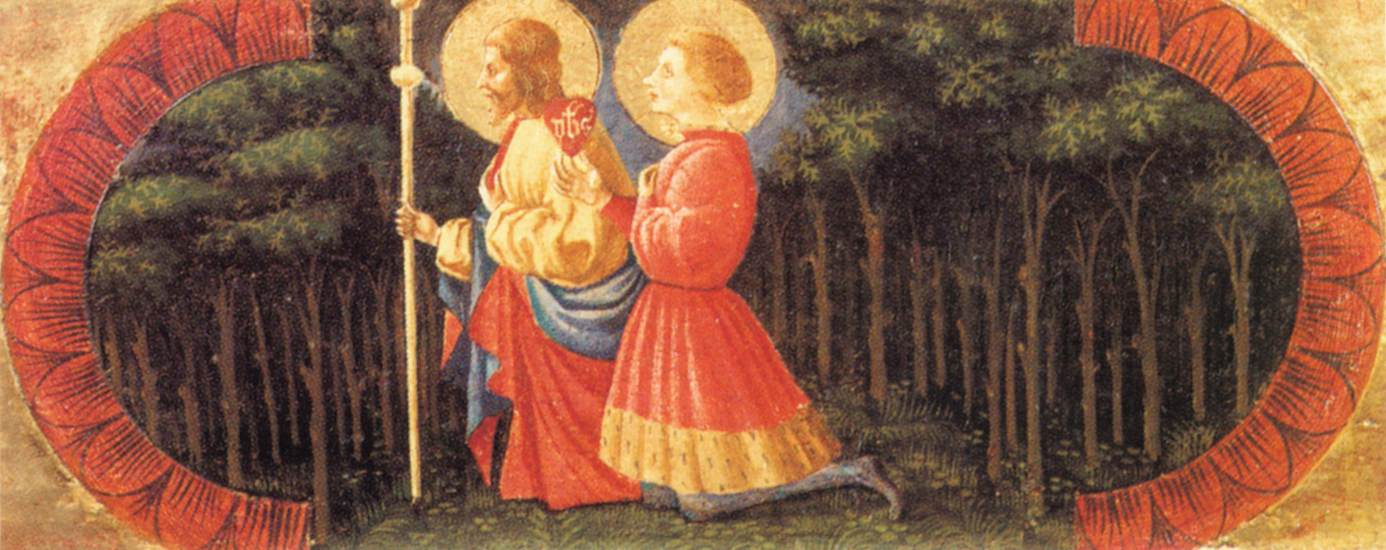
Santi Giacomo e Ansano

La Predella di Quarate è un dipinto a tempera e oro su tavola di Paolo Uccello, databile al 1433-1434 circa e conservato nel Museo diocesano di Santo Stefano al Ponte a Firenze.

## Storia
La predella decorava la fascia inferiore di una perduta pala d'altare, proveniente dalla chiesa di San Bartolomeo (prima detta di San Michele Arcangelo) a Quarate, nell'odierno comune di Bagno a Ripoli vicino a Firenze.
L'attribuzione a Paolo Uccello, oggi indiscussa, ha subito varie vicende. Inizialmente l'opera venne riferita alla scuola di Beato Angelico, poi al Maestro del Trittico Carrand (Giovanni di Francesco) o al "Maestro dell'Adorazione di Karlsruhe", ritenuto oggi una delle fasi della produzione di Paolo Uccello. La restituzione al maestrò spettò per primo a Matteo Marangoni (1932), che la ritenne opera giovanile, databile al 1426-1432. Salmi notò le affinità con gli affreschi della cappella dell'Assunta nel Duomo di Prato (allora non ancora attribuiti a Paolo Uccello), parlando di un "Maestro di Quarate" con datazione al 1445; Ragghianti la mise in relazione invece con la Caccia notturna, opera tarda del 1445-1450.
Affinità si riscontrano anche con alcuni pannelli della predella della Pala di Santa Lucia de' Magnoli di Domenico Veneziano e con quella del Polittico di Pisa di Masaccio, in particolare nell'Adorazione dei Magi di cui ripete l'impianto.

## Descrizione e stile
La predella è composta da un'unica tavola lignea a fondo oro, in cui sono dipinti tre ovali con la Visione di san Giovanni a Patmos, l'Adorazione dei Magi (al centro e di dimensioni maggiori) e i Santi Giacomo il Maggiore e Ansano.
I personaggi torreggiano rispetto al minuto paesaggio, come si nota bene nel riquadro dei due santi inginocchiati in un fitto boschetto in miniatura, in cui gli alberi sono disposti in profondità come nella Caccia notturna di Oxford. Ciò dà all'insieme un aspetto fiabesco e magico, sottolineato anche dalle figure filiformi di certi personaggi, come il cavaliere col cavallo tutto inarcato nel pannello centrale. L'Adorazione dei Magi è composta in maniera tradizionale, con svolgimento sul primo piano da destra verso sinistra, mentre lo sfondo è occupato dalla capanna in prospettiva, con il tetto sorretto da pali che creano una croce prefigurando la Passione. I Magi sono figure esili e raffinate, di matrice ancora goiticheggiante nei loro abiti da ricchi cittadini contemporanei. Lo sfondo è composto da alcune montagnole e un paesaggio lacustre sulla destra. Il senso narrativo vivace e l'interesse coloristico rimanda agli anni degli affreschi della Cappella dell'Assunta a Prato.
Notevole è poi nella scena di San Giovanni il cielo argenteo solcato da nubi che creano gorghi, riscontrabili anche in altre opere dell'artista.